# Dãy núi Atlas
Dãy núi Atlas (tiếng Berber: idurar n Watlas, tiếng Ả Rập: جبال الأطلس) là một dãy núi thuộc vùng Maghreb, tây bắc châu Phi. Với độ dài khoảng 2.500 km qua Maroc, Algérie, và Tunisia, dãy núi này phân cách bờ biển Địa Trung Hải và Đại Tây Dương với sa mạc Sahara. Đỉnh cao nhất là ngọn núi Toubkal ở Tây Nam Maroc, với độ cao 4.167 mét so với mặt nước biển. Dân cư vùng núi Atlas chủ yếu là người Berber. Từ "núi" trong một số ngôn ngữ Berber là Adrar và adras, được cho là nguồn gốc tên của địa danh này. Những ngọn núi ở đây là nhà của một số loài thực vật và động vật chủ yếu xuất hiện ở châu Phi, rất nhiều trong số đó có nguy cơ tuyệt chủng và một số đã tuyệt chủng.

## Địa chất

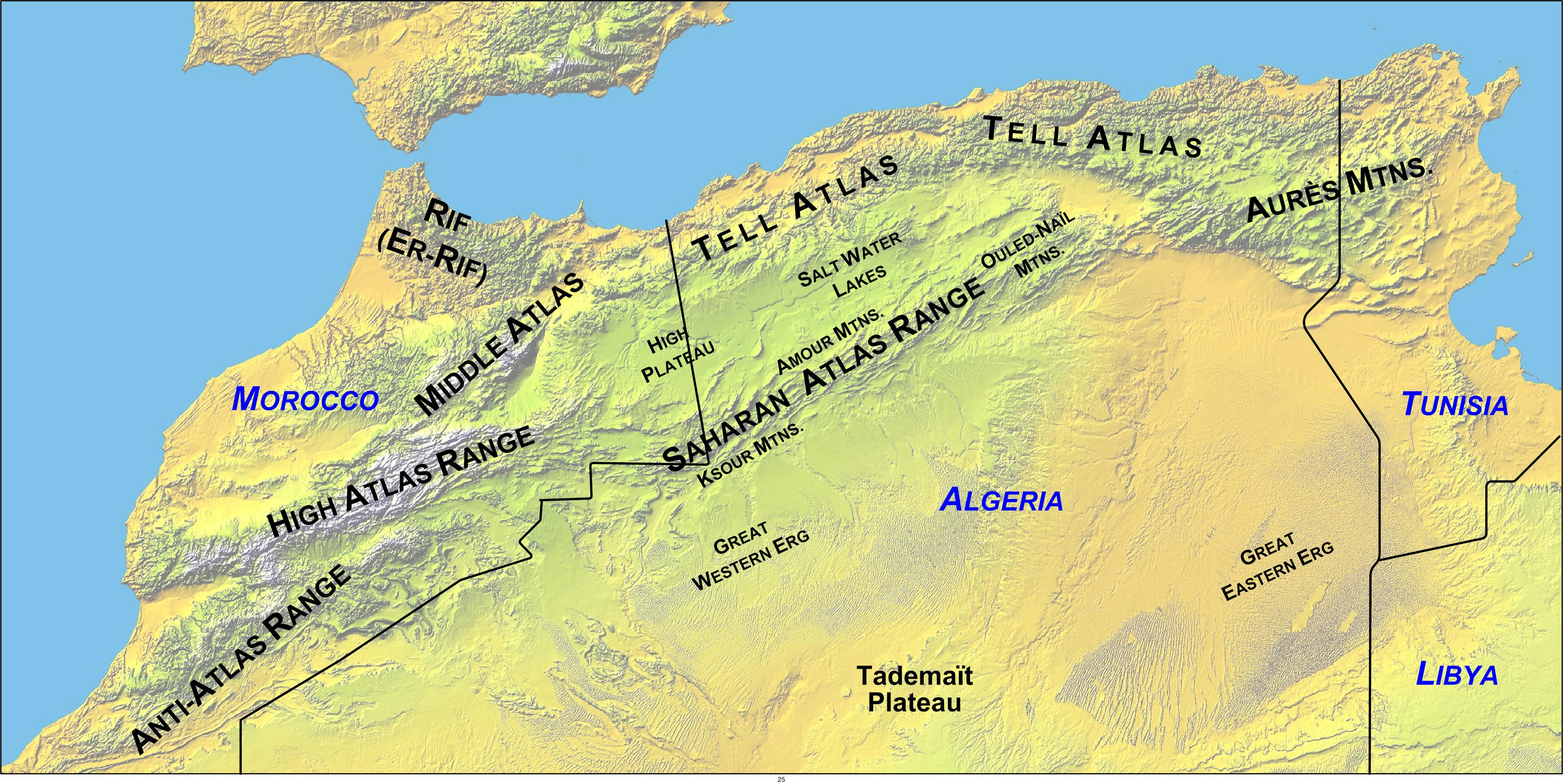
Bản đồ cho thấy vị trí của Dãy núi Atlas tại Bắc Phi

Lớp móng của phần lớn châu Phi được tạo nên trong thời kỳ Tiền Cambri và có tuổi đời lớn hơn Dãy núi Atlas rất nhiều. Dãy núi hình thành trong ba giai đoạn địa chất sau đó của Trái Đất.
Quá trình biến dạng kiến tạo đầu tiên tạo nên dãy Tiểu Atlas, hình thành từ Đại Cổ sinh (khoảng 300 triệu năm trước) do sự va chạm lục địa. Dãy Tiểu Atlas (Anti-Atlas) được cho là một phần của Kiến tạo sơn Alleghany, hình thành khi châu Phi và châu Mỹ va chạm với nhau. Ngày nay, tàn dư của vụ va chạm có thể thấy tại miền Đông nước Mỹ. Một số phần còn lại cũng xuất hiện trong dãy núi Appalachia ở Bắc Mỹ.

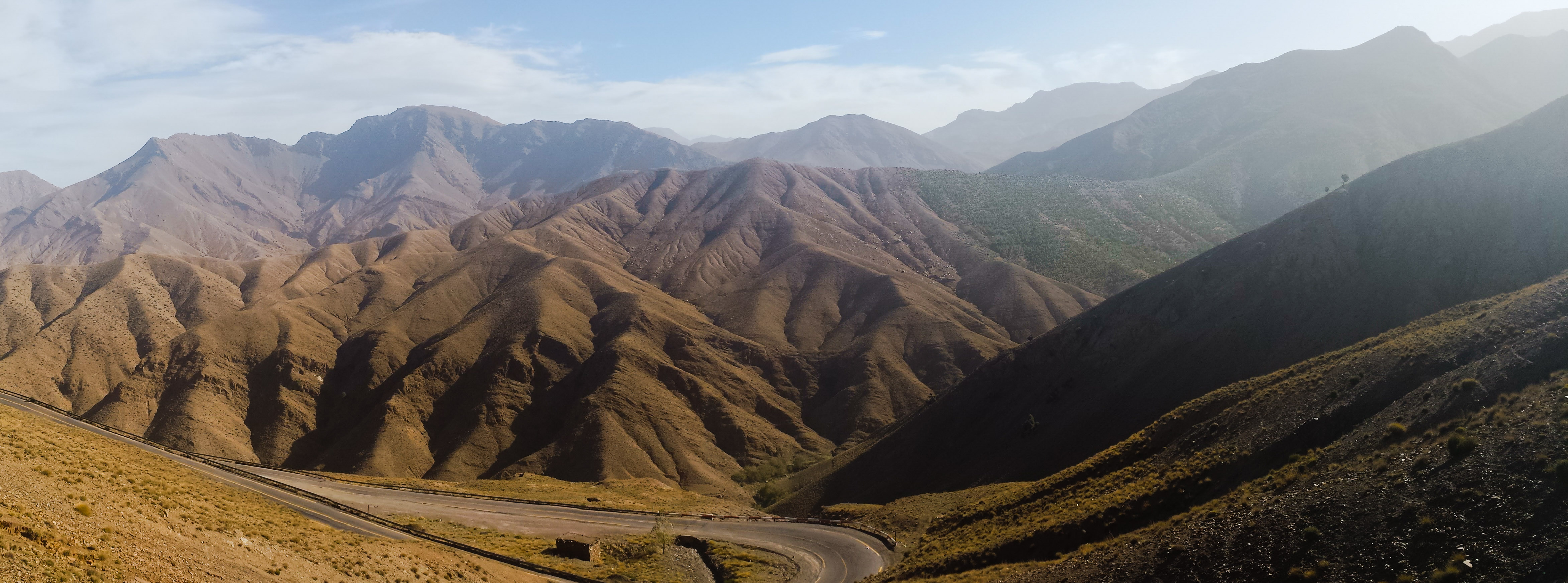
Hình ảnh dãy núi

Giai đoạn thứ hai xảy ra trong Đại Trung sinh (trước ~66 My). Nó bao gồm một loạt các sự mở rộng của lớp vỏ Trái Đất dẫn đến đứt gãy và phân chia các lục địa như trên. Sự mở rộng này đã tạo nên nhiều bồn trầm tích dày xuyên lục địa bao gồm dãy Atlas hiện nay. Phần lớn đá tạo nên bề mặt của dãy Thượng Atlas hiện nay từng nằm dưới biển trong thời gian này.
Cuối cùng, đến Kỳ Cổ Cận và Kỳ Tân Cận (~66 triệu đến ~1,8 triệu năm trước), khu vực dãy Atlas được nâng lên do các mảng châu Âu và châu Phi va chạm nhau ở cực nam của bán đảo Iberia, dẫn đến sự hình thành của dãy Thượng Atlas, cũng như eo biển Gilbraltar, dãy Alps và Pyrénées. Tuy nhiên, không có bằng chứng cho một đới hút chìm trong vùng Atlas, hay việc dày lên của vỏ Trái Đất vốn thường xảy ra do va chạm lục địa. Thực chất, một trong những đặc điểm địa chất ngạc nhiên nhất của dãy Atlas là sự dày lên của lớp vỏ và sự ngắn đi kiến tạo tương đối ít so với chiều cao của dãy núi.

## Dãy núi phụ

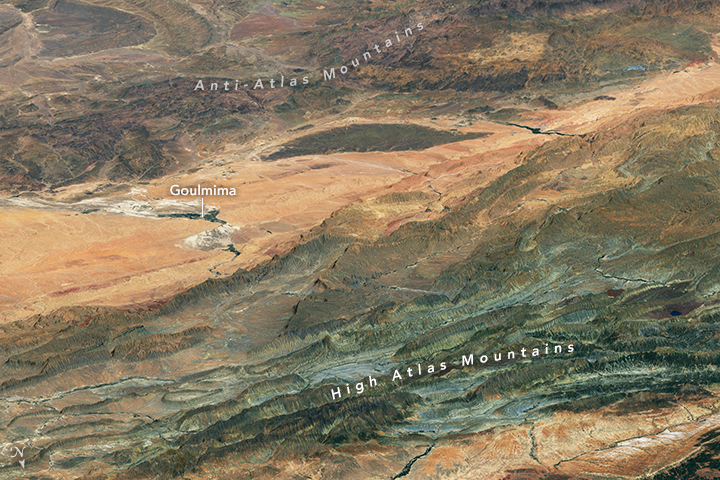
Ảnh vệ tinh của dãy núi Tiểu Atlas và Thượng Atlas. Phía Bắc ở dưới hình; thành phố Goulmima nằm ở phần giữa bên trái.

Dãy núi có thể được chia làm bốn khu vực chính:
- Tiểu Atlas (Anti-Atlas), Thượng Atlas và Trung Atlas (Maroc)
- Atlas Sahara (Algeria)
- Tell Atlas (Maroc, Algeria, Tunisia)
- Dãy núi Aurès (Algeria, Tunisia)

### Tiểu Atlas
Dãy Tiểu Atlas chạy từ bờ Đại Tây Dương ở tây nam Maroc về phía đông bắc với đỉnh Ouarzazate và về phía đông tới thành phố Tafilalt, dài khoảng 500 km. Ở phía Nam nó giáp sa mạc Sahara. Điểm cực đông của Tiểu Atlas là dãy Jbel Saghro và điểm cực bắc là một phần của dãy Thượng Atlas. Khu vực này cũng bao gồm Djebel Siroua, một khối núi có nguồn gốc núi lửa với đỉnh cao nhất ở 3.304 m. Jebel Bani là một dãy núi thấp hơn chạy dọc sườn nam của Tiểu Atlas.

### Thượng Atlas

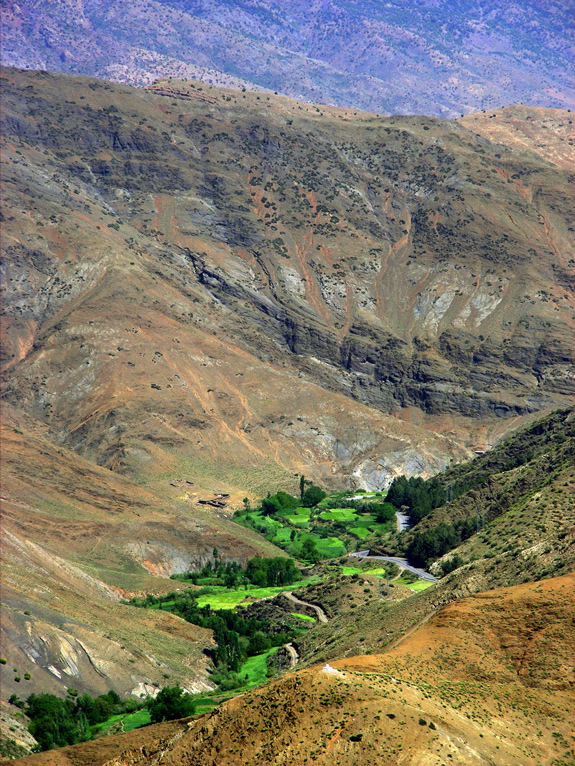
Thượng Atlas, Maroc

Dãy Thượng Atlas nằm ở trung tâm Maroc trải dài từ bờ biển Đại Tây Dương ở phía tây đến biên giới Maroc–Algeria. Nó có một vài đỉnh núi cao hơn 4.000 m, bao gồm đỉnh núi cao nhất Bắc Phi, Toubkal (cao 4.167 m) và Ighil m'Goun (4.071 m). Ở bờ Đại Tây Dương và về phía tây nam, dãy núi thấp hẳn đi và chuyển thành dãy Tiểu Atlas. Về phía Bắc, trong hướng của Marrakesh, dãy núi hạ dốc chậm hơn. Trên đỉnh Ouarzazate khối núi bị cắt qua bởi thung lũng Draa về hướng nam. Nơi đây chủ yếu định cư bởi người Berber sống trong các làng nhỏ và trồng trọt trong những cao nguyên của thung lũng Ourika. Gần Barrage Cavagnac có một đập thủy điện tạo nên hồ nhân tạo Lalla Takerkoust. Con hồ này cũng là nguồn cá cho ngư dân địa phương.

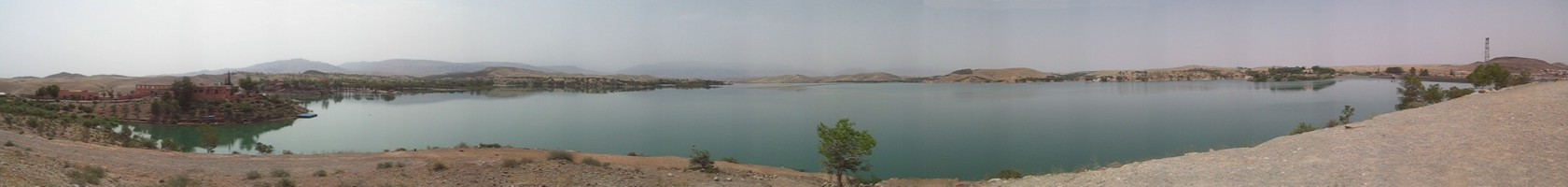
Panoramic picture of the artificial lake of Lalla Takerkoust near Barrage Cavagnac, with the hydroelectric dam (far right)

Những làng mạc và thị trấn lớn nhất trong khu vực là Ouarzazate, Tahannaout, Amizmiz, Imlil, Tin Mal và Ijoukak.

### Trung Atlas

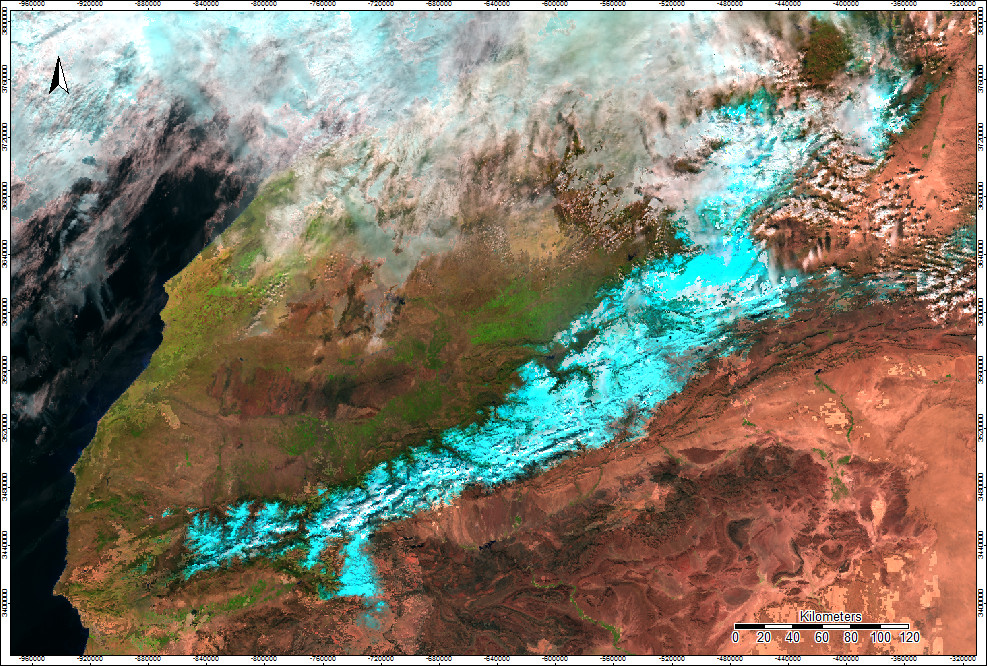
Tuyết trên dãy Atlas tại Maroc ngày 9 tháng 1 năm 2018

Dãy Trung Atlas nằm hoàn toàn trong Maroc và nằm phía bắc trong số ba dãy Atlas chính. Dãy núi được phân cách với Thượng Atlas bởi hai con sông Moulouya và Oum Er-Rbia, và nằm ở phía năm dãy Rif, phân cách bởi sông Sebou. Về phía tây là những đồng bằng ven biển của Maroc với nhiều thành phố lớn, và về phía đông là những cao nguyên nằm giữa sa mạc Sahara và Tell Atlas. Điểm cao nhất của Trung Atlas là jbel Bou Naceur (3340 m). Trung Atlas có nhiều mưa hơn khu vực phía nam, khiến nó trở thành một nơi giữ nước quan trong cho những đồng bằng ven biển và đảm bảo tính đa dạng sinh học. Nơi đây là nhà của phần lớn cá thể loài Macaca sylvanus.

### Atlas Sahara
Dãy Atlas Sahara của Algérie nằm ở phía đông của dãy Atlas. Tuy không cao bằng dãy Thượng Atlas, chúng vẫn cao hơn nhiều so với dãy Tell Atlas nằm ở phía bắc gần bờ biển Địa Trung Hải. Đỉnh cao nhất là Djebel Aissa, ở độ cao 2.236 mét. Chúng đánh dấu biên giới phía bắc của sa mạc Sahara. Các ngọn núi này có ít mưa và thích hợp cho nông nghiệp hơn là vùng cao nguyên ở phía bắc. Hầu hết dân cư trong vùng là người Chaoui Berbers.

### Tell Atlas
Dãy Tell Atlas là dãy núi dài hơn 1.500 km, trải dài từ Maroc sang Algeria và Tunisia. Nó chạy song song với bờ biển Địa Trung Hải. Cùng với dãy Atlas Sahara ở phía nam, hai dãy núi chạy gần như song song và đi về cùng một điểm ở phía đông, hợp lại ở đông Algeria. Khu vực ở phía nam của dãy núi này là cao nguyên Hautes Plaines, với hồ trong mùa mưa và những cánh đồng mưa vào mùa khô.

### Aurès

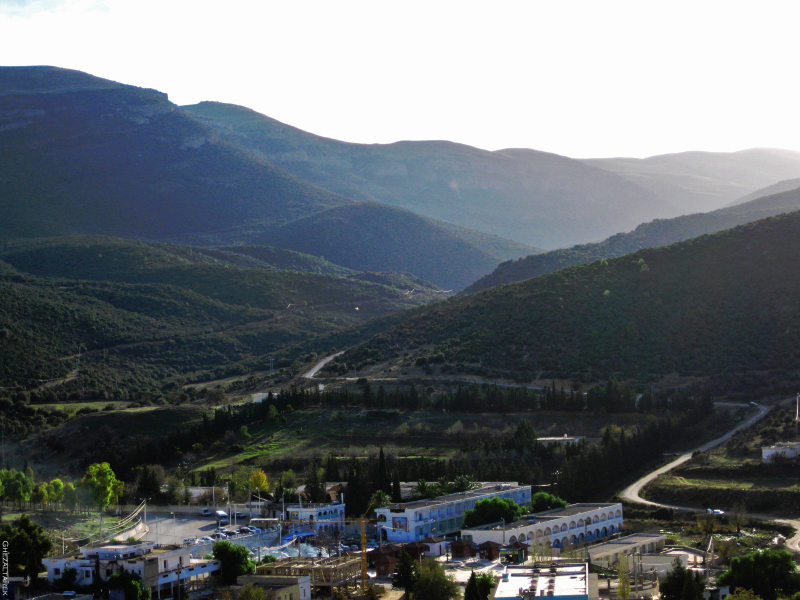
Dãy núi Aurès

Dãy núi Aurès là phần viễn đông của dãy Atlas. Nó trải dài trên Algérie và Tunisia.